# TT276
La tombe thébaine TT 276 est située à Gournet Mourraï, dans la nécropole thébaine, sur la rive ouest du Nil, face à Louxor en Égypte.
C'est la tombe d'un nommé Amenemopet, surveillant du trésor d'or et d'argent, juge, surveillant du cabinet de Thoutmôsis IV (XVIIIe dynastie).